# Tainan TSG GhostHawks
Il Tainan TSG GhostHawks (臺南台鋼獵鷹) è una società cestistica avente sede a Tainan, Taiwan. Fondata nel 2021, gioca in P. League+.

## Storia
Fondati nel 2021, i GhostHawks sono una delle sei squadre debuttanti della stagione inaugurale della T1 League. Nella seconda stagione arriveranno in finale per il titolo di campioni, ma perderanno contro i New Taipei CTBC DEA.
Dal 2024, la squadra gioca in P. League+ a seguito della dissoluzione della T1 League.